# Nicolas Puydebois
Nicolas Puydebois (Bron, 28 febbraio 1981) è un ex calciatore francese, nel ruolo di portiere.